# 盛美園
盛美園（せいびえん）とは、青森県平川市猿賀石林にある日本庭園。津軽で盛んであった大石武学流の造園を代表する庭園である。国の名勝。

## 歴史
郷土の士族でもあり資産家でもあった清藤盛美が、1902年（明治35年）に庭師の小幡亭樹を招き、9年の歳月をかけて完成したものであり、武学流庭園の最高峰ともいわれる。武学流は江戸時代の初期に都落ちしてきた公卿らが、仏教文化と地元に根付いた古神道文化の思想を習合させて、京風の庭を造る流派であり、津軽地方では特に人気があった。明治時代の作庭としては京都の無鄰庵や清風荘に伍する傑作に数えられている。

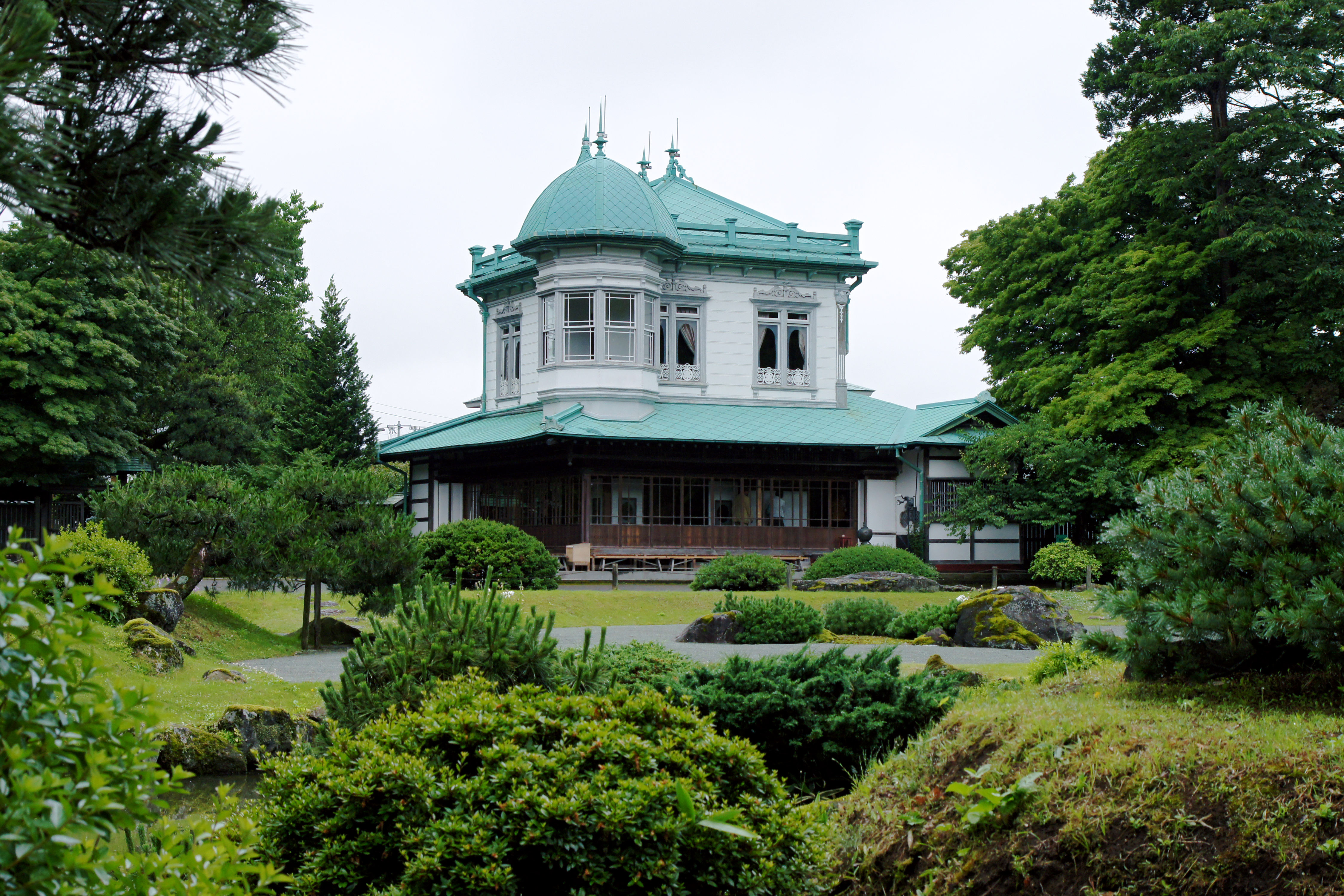
盛美館

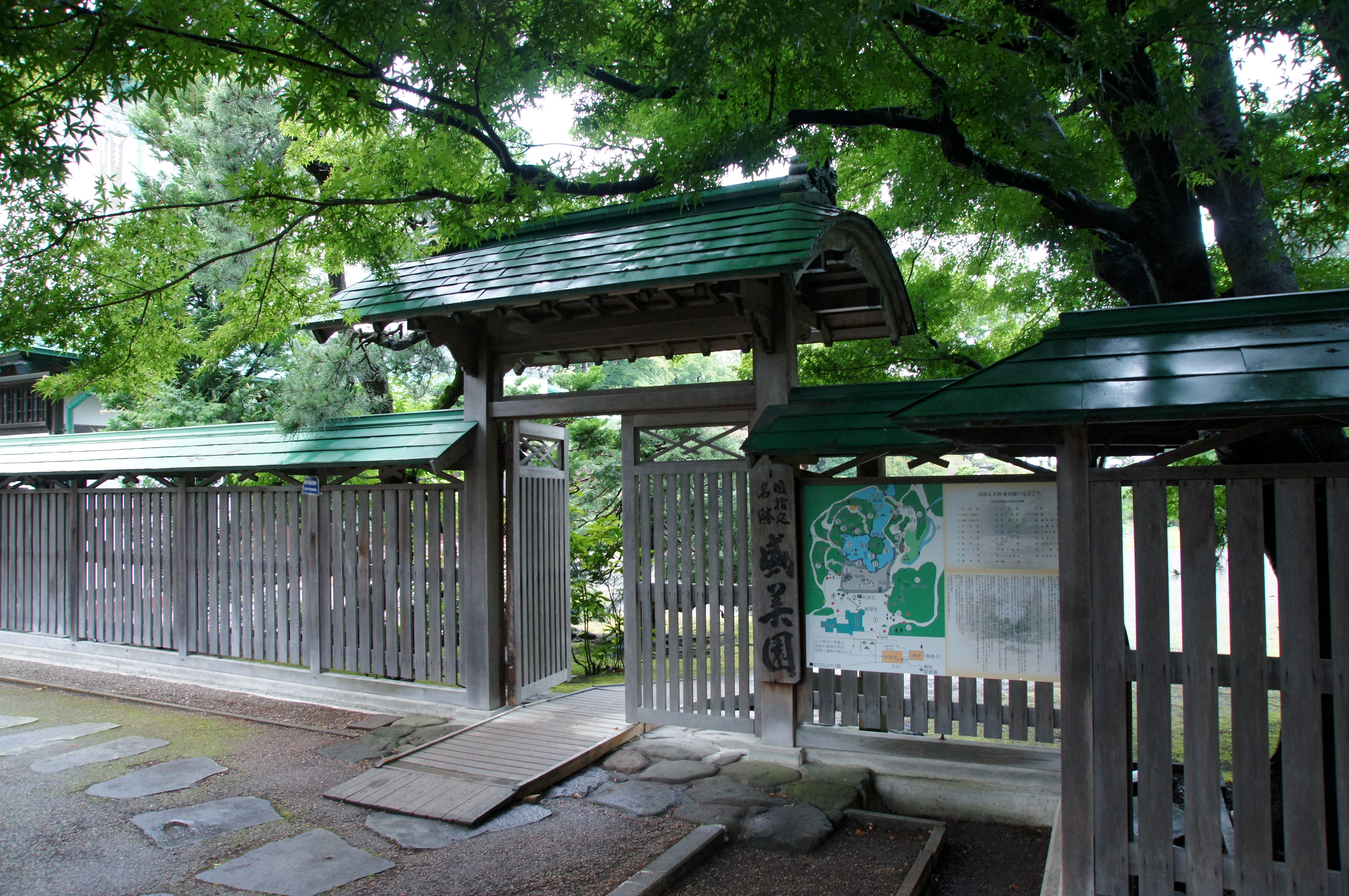
盛美園

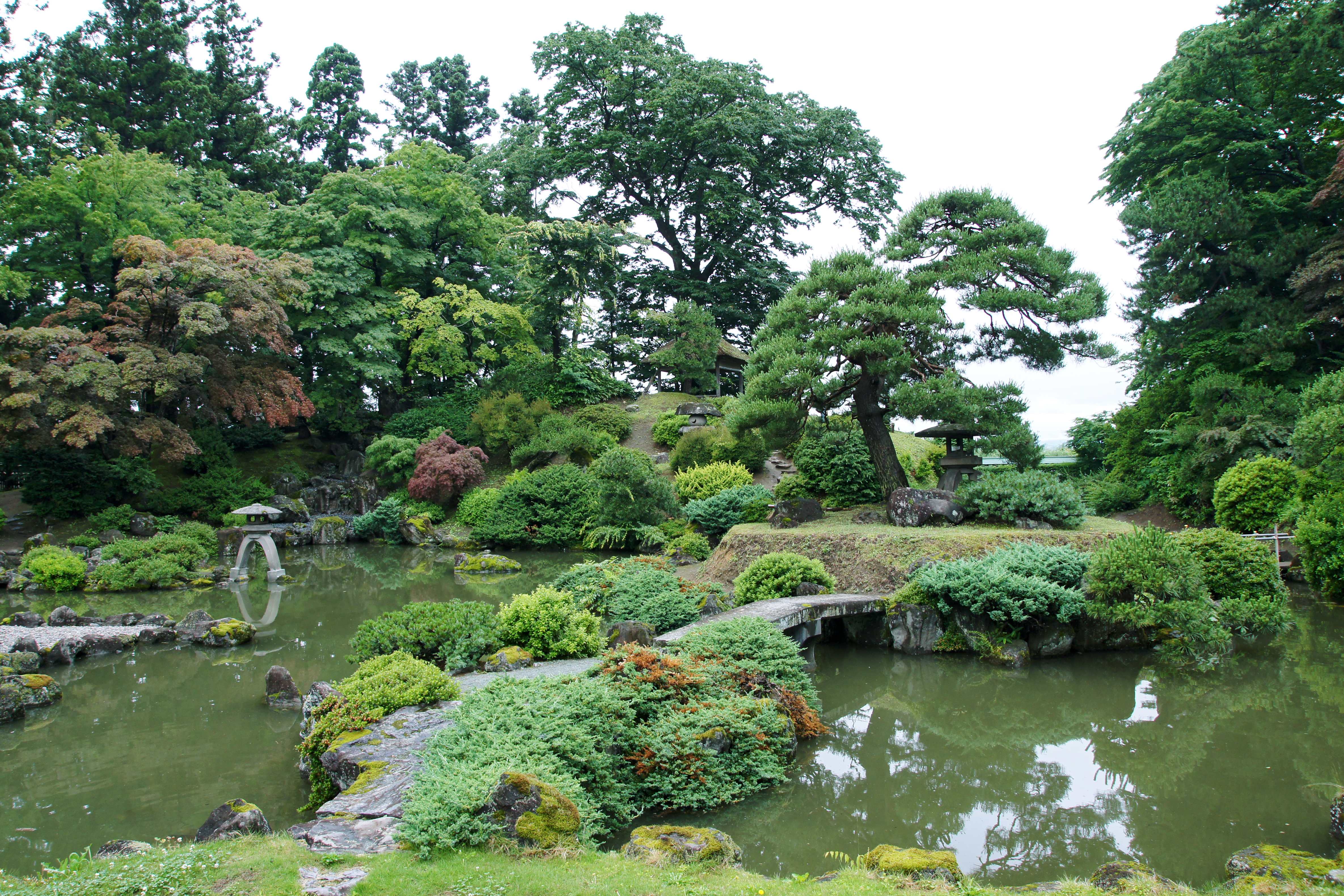
盛美園

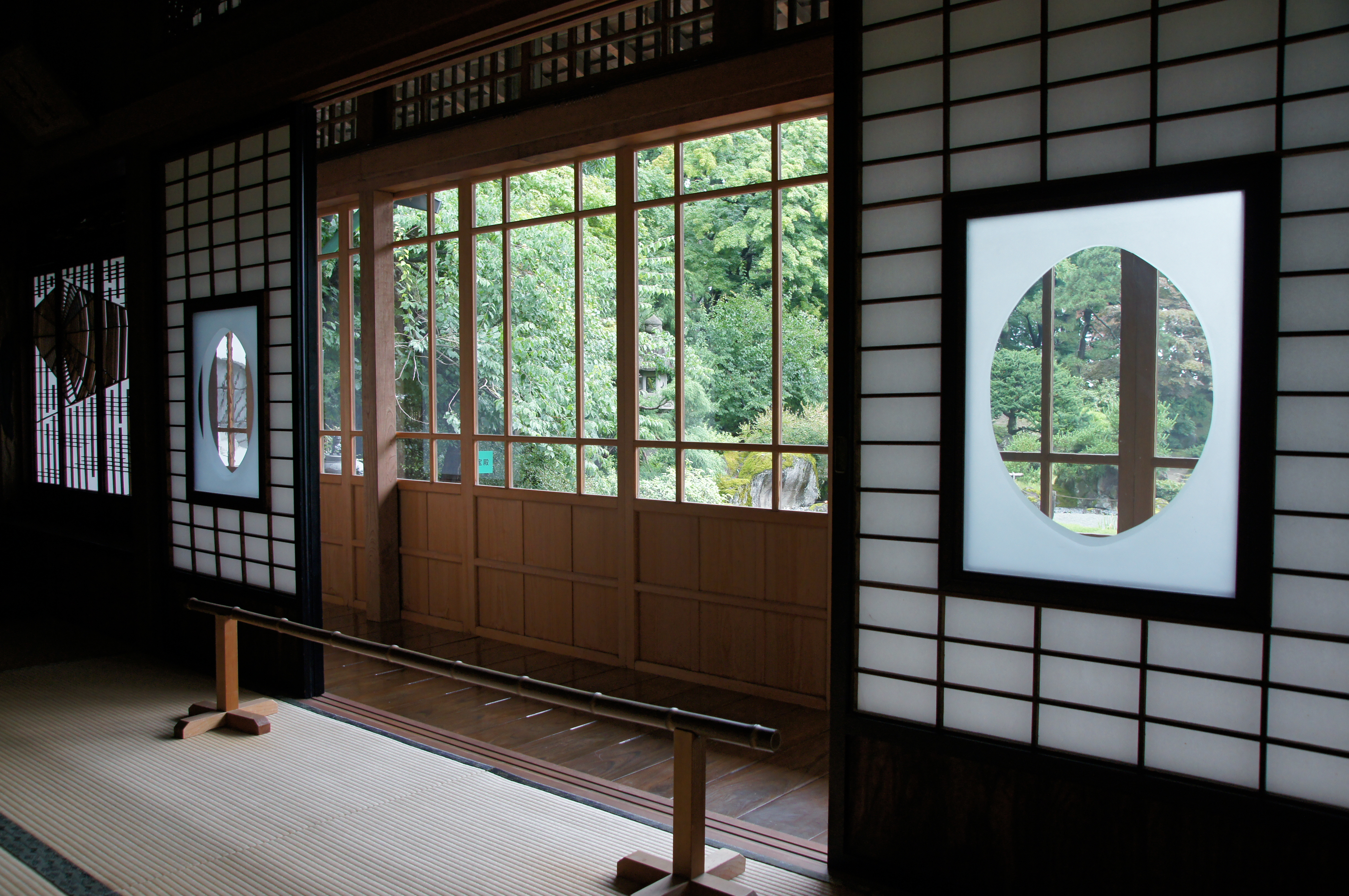
盛美館 1階客間の障子と縁側

また、庭園の南西には 和洋折衷の洋館、盛美館が建てられている。同館は、1階と2階で意匠が全く異なっており、1階は庭園を見渡せるように東方と北方の2方向に縁側を廻した純和風の意匠に対し、2階は1階と同じく庭園を見渡せる東北角に八角形のドーム屋根の塔屋が突出する形で配置され、また屋根には尖塔が配置された洋風に仕上げられており、当庭園の添景として独特の景観を醸し出している。設計・施工は、地元の宮大工であり、また堀江佐吉の下で洋風建築の腕も磨いたといわれる西谷市助で、4年かけて東京方面の視察から設計・施工まで行った。
2010年（平成22年）のジブリ作品『借りぐらしのアリエッティ』に登場する屋敷や世界観・イメージの一部として大いに参考にしたと言われている（ただし、作中の屋敷は実際の盛美園とは内部の構造・意匠が大きく異なる）。

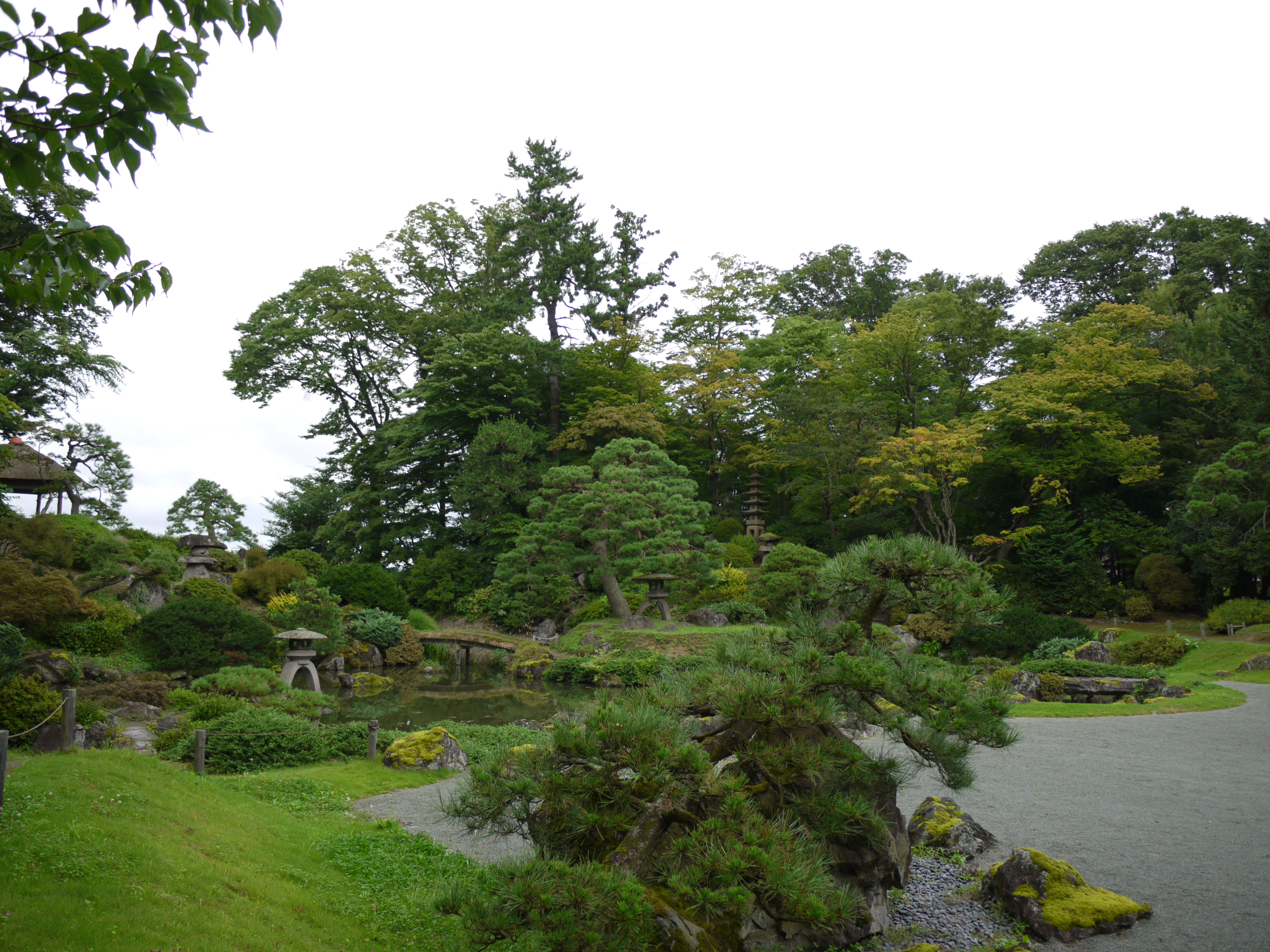
庭園（2011年9月）
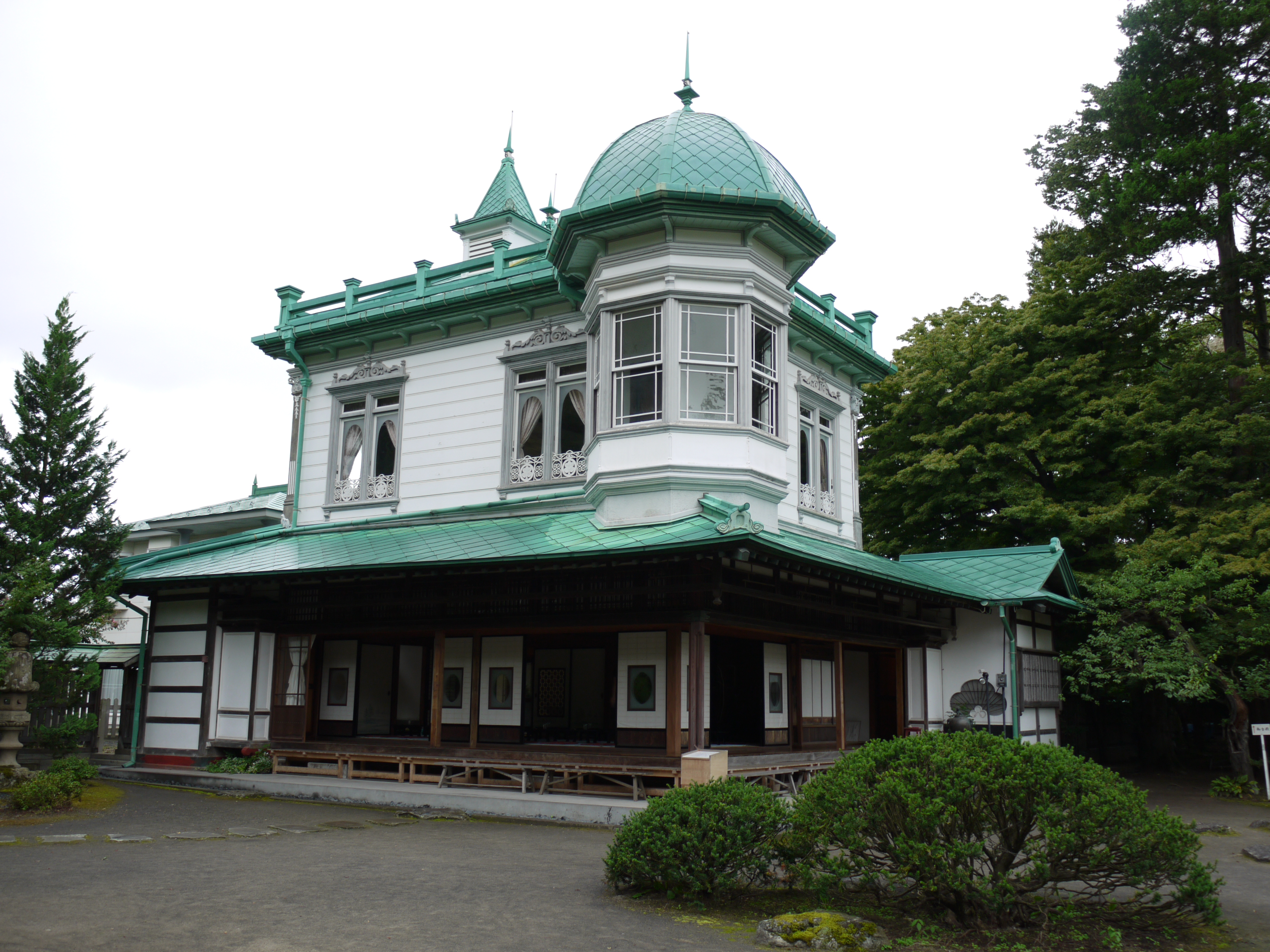
盛美館の全景（北東から）（2011年9月）
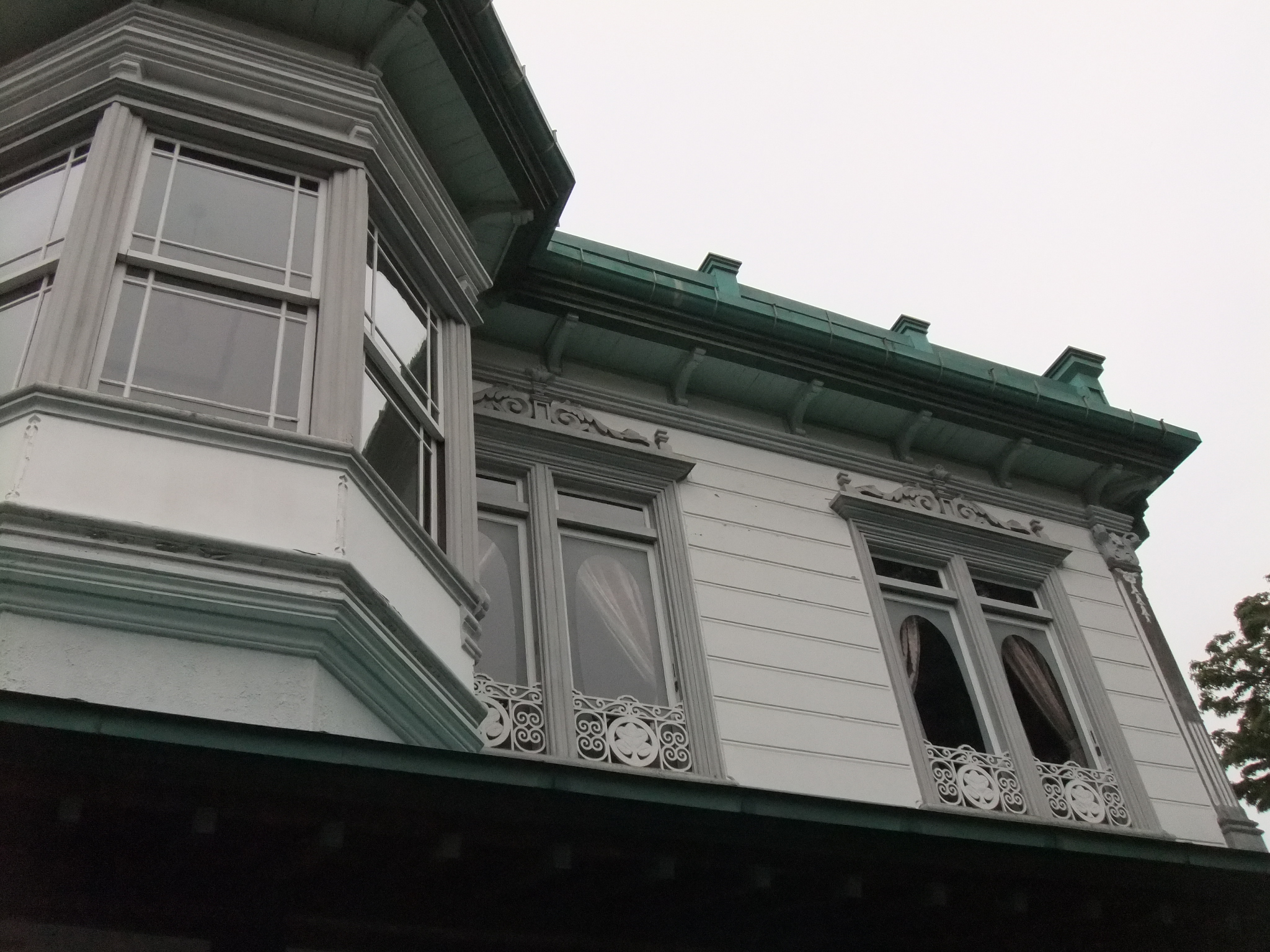
盛美館（2階北面）（2011年9月）
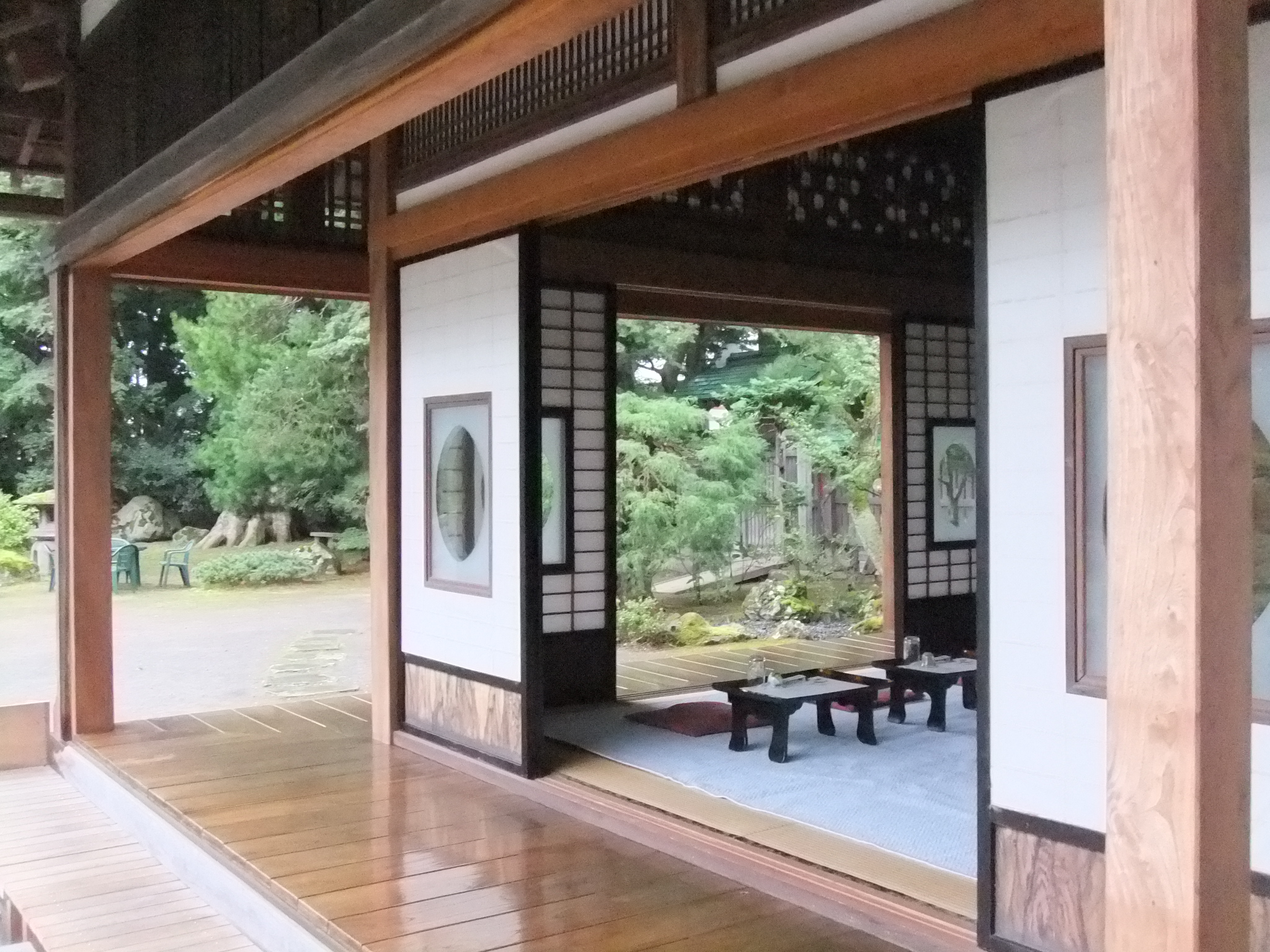
盛美館（1階客間）（2011年9月）
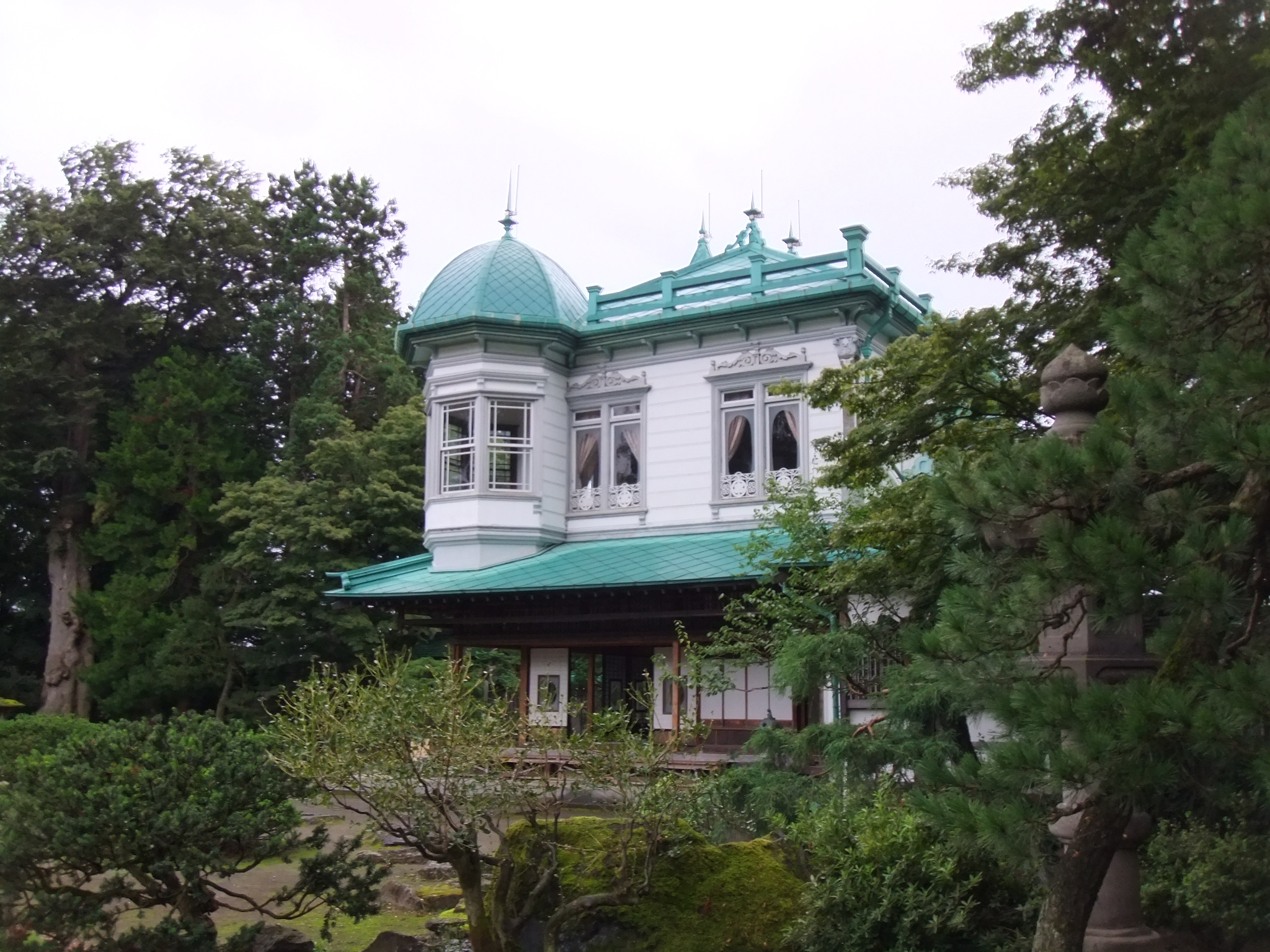
庭園と盛美館（北から）（2011年9月）
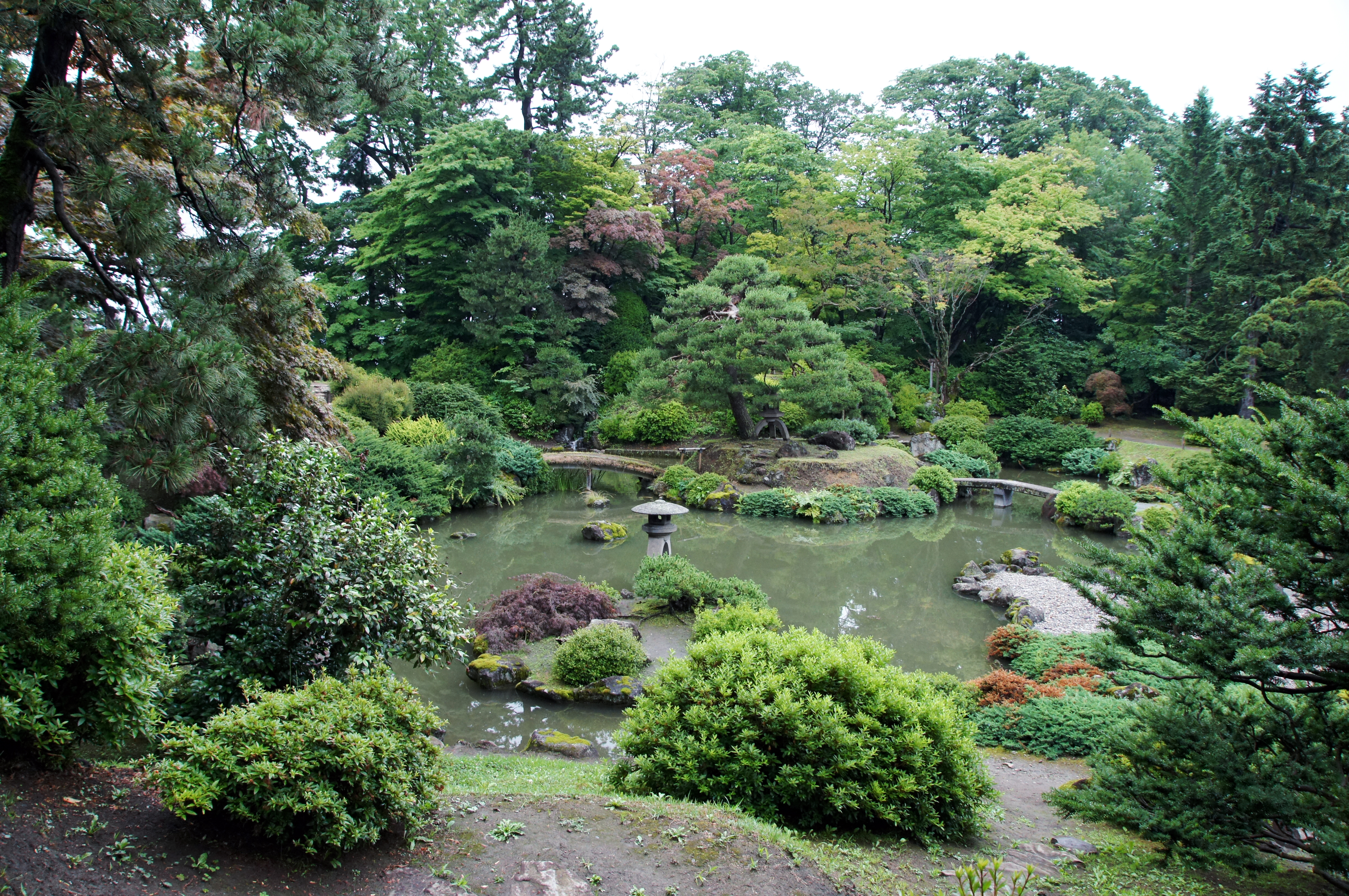
庭園（西から池と神仙島を望む）
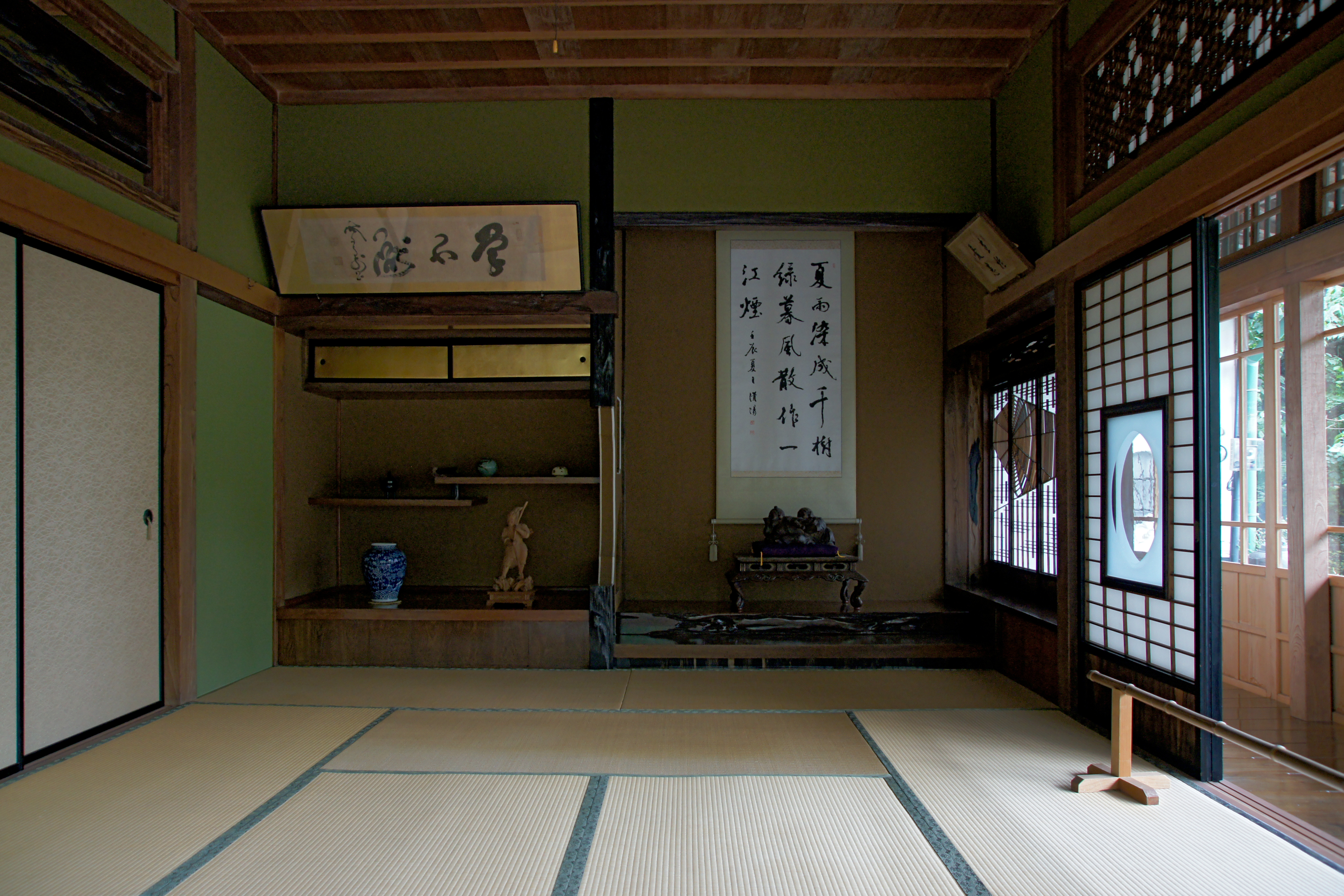
盛美館（1階客間）

## 一族
⚫︎初代盛秀は、鎌倉幕府5代目の執権北条時頼の家臣であった。
⚫︎清藤盛美 清藤家24代当主、尾上銀行専務取締役
⚫︎清藤三津郎
日本歯科医師会常務理事、黒石市市長
⚫︎清藤唯七
衆議院議員、 弘前市商工会議所会頭
⚫︎清藤六郎
歯科医、青森県議会議員

## 概要
- 総面積:12,000m2（1.2ha[1]）
- 形式：築山式枯山水・池泉回遊式の融合
- 竣工：1910年（明治43年） 盛美館は、1909年（明治42年）竣工
- 所在地 - 〒036-0242　青森県平川市猿賀石林1
- 指定：国の名勝（1953年（昭和28年）3月31日）

## 交通アクセス
- 弘南鉄道弘南線 津軽尾上駅から徒歩10分

## 周辺
- 清藤氏書院庭園（隣接）